# Robert Fremr
Robert Fremr (Praga, Checoslovaquia, 8 de noviembre de 1957) es un jurista checo que fue juez del Tribunal Penal Internacional para Ruanda entre 2006 y 2008 y entre 2010 y 2011. Fue elegido como un juez de la Corte Penal Internacional el 13 de diciembre de 2011 en la segunda boleta electoral.